# Toribio de Benavente Motolinia
Toribio de Benavente, noto anche come Motolinia (Benavente, 1482 – Città del Messico, 1568), è stato un missionario francescano, uno dei primi 12 missionari a giungere in Nuova Spagna nel maggio del 1524.

## Biografia

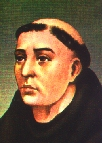
Toribio de Benavente

Entrò nell'ordine francescano da giovane, modificando il proprio cognome, "Paredes", con il nome della città in cui nacque, Benavente, come era tradizione fare tra i francescani. Nel 1523 fu scelto tra i primi dodici missionari ad essere inviati in Messico ,dove giunse
dopo un duro viaggio ,  accolto da Hernán Cortés. Mentre attraversava  Tlaxcala, gli indiani commentarono le sue misere vesti francescane definendolo "Motolinia", che in lingua nahuatl significa "Colui che si affligge" o "Egli è povero". Fu la prima parola che imparò in lingua nahuatl, e la adottò come proprio nome. Fu nominato guardiano del convento di San Francesco a Città del Messico, dove risiedette dal 1524 al 1527. 
Dal 1527 al 1529 visse in Guatemala e Nicaragua, esaminando le nuove missioni sorte in quella zona. Tornato in Messico rimase presso il convento di Huejotzinco, nei pressi di Tlaxcala, dove aiutò i nativi a combattere gli abusi e le atrocità commesse da Nuño Beltrán de Guzmán. Suggerì ai capi dei nativi di protestare presso il vescovo Juan de Zumárraga per il comportamento di Guzmán, ma quest'ultimo lo accusò di aver tentato di fomentare una rivolta tra gli indiani contro la corona spagnola. Nel 1530 si trasferì presso il convento di Tlaxcala e contribuì alla fondazione della città di Puebla de Los angeles. Con alcuni colleghi francescani viaggiò fino a Tehuantepec, al Guatemala ed allo Yucatán per svolgere altri compiti missionari.
Anche se Motolinia protesse gli indiani dagli abusi di Guzmán, non condivise le opinioni del domenicano Bartolomé de Las Casas, il quale vedeva nella conquista e nella sottomissione degli indiani un crimine contrario alla moralità cristiana. Motolinia era convinto che Dio avrebbe protetto gli indiani una volta convertiti, e che l'opera missionaria fosse quindi più importante della lotta al sistema delle encomienda. Per questo motivo continuò a difendere la conquista, le encomienda e l'evangelizzazione. In una famosa lettera indirizzata a Carlo V sostenne un duro attacco al vescovo Bartolomé de las Casas, con l'intenzione di screditarlo completamente. Lo definì "un uomo grave, irrequieto, importuno, turbolento, ingiurioso e pregiudiziale", ed anche un apostata in quanto aveva rinunciato alla carica di vescovo del Chiapas. Nel 1545 gli encomenderos del Chiapas gli chiesero di presentarsi e difenderli contro Las Casas, ma egli declinò la richiesta, ed allo stesso modo rifiutò l'offerta della carica di vescovo avanzata dal re. 
Dopo aver fondato numerosi chiostri e conventi in tutto il Messico, ed aver battezzato oltre 400 000 indiani, si ritirò presso il convento di San Francesco a Città del Messico, dove morì nel 1568. Viene ricordato in Messico come uno dei più importanti evangelisti.

## Etnografie
Motolinia è famoso per le sue due opere incentrate sul mondo azteco:
- Historia de los Indios de la Nueva España, non pubblicato prima del 1858, da Joaquín García Icazbalceta.
- Memoriales, pubblicato la prima volta nel 1903.